# 麻生三郎
麻生 三郎（あそう さぶろう、1913年（大正2年）3月23日 - 2000年（平成12年）4月5日 ）は、東京都生まれの洋画家である。
武蔵野美術大学名誉教授。戦中戦後を通して焼けただれ、焦げ付いたような暗褐色に彩られた家族を中心とした人物像や自己の内面を解体デフォルメし、闇の中から浮かび上がるように描き出す作風で知られる。彫刻家の麻生マユは実娘。

## 経歴

### 生い立ち
1913年（大正2年）3月23日、東京市京橋区本湊町（現在の東京都中央区湊）に麻生惣兵衛、喜代の三男（3男3女の４番目）として生まれる。麻生家は１００年以上の歴史をもつ炭問屋、屋号は「山惣」。実家は当時築地の居留区があった明石町にほど近く、洋館が立ち並ぶその場所に麻生は毎日通い、お小遣いでラスクやレーズンなどを買っていた。このような、下町でありながらモダンな雰囲気に影響され洋画を志したと述べている。
1919年（大正8年）4月、京橋区鉄炮洲尋常小学校に入学する。
1923年9月1日、関東大震災が発生し鉄炮洲一帯で火災が発生する。家族や従業員は無事だったものの、麻生家は焼失する。家族で東京府荏原郡大崎の親戚の高橋家に身を寄せる。麻生は第三日野尋常小学校に通った。父は荏原に所有していた土地に母家と貸家を建て、家族は引っ越したが、麻生は高橋家の次男良之助に可愛がられていたこともあり、週末以外は高橋家に預けられた。
1925年3月、第三日野尋常小学校を卒業する。家から歩いて15分ほどにあった明治学院のチャペルに、以前よく通っていた明石町の居留地と同じような空気を感じ、同学院の中等部に入学する。
明治学院中等部在学中の1928年より、小林萬吾の設立した同舟舎洋画研究所に通い始める。1930年に太平洋美術学校選科に入学。同校では松本竣介や寺田政明らが学んでいた。31年ごろに、長谷川利行や靉光、高橋新吉らとの交流が始まる。1933年に太平洋美術学校を退学。1936年に寺田政明らとエコール・ド・東京を結成する。翌1937年に東京府美術館で開催された第1回エコール・ド・東京展に参加。麻生は《海》、《夜の海》、《負傷せる人》、《馬A》（消失して現存せず）、《馬B》、《作品》（焼失して現存せず）、《腕と足》、《人》、《人》、《人》を出品した。

### ヨーロッパ旅行
1938年2月、フランス、ベルギー、イタリアの各地をまわる旅に出る。しかし、折しも第二次世界大戦へ向けて状況が悪化し始め、約半年後の9月に帰国した。

### 帰国後
帰国後は豊島区長崎にアトリエを構え、1939年には独立美術協会を脱退した福沢一郎、北脇昇、寺田政明らと美術文化協会を結成。さらに1943年には寺田政明、松本竣介、靉光、糸園和三郎、井上長三郎、大野五郎、鶴岡政男と「新人画会」を結成。戦況が厳しくなり、軍部による抑圧の中で作品を発表し続けた。1944年に召集を受け身体検査を受けた結果、前月からの風邪が残っていたために兵役不適とされて翌日には帰される。1945年4月、空襲により家が焼失し、疎開させていた作品を除いてそれまでの多くの作品が失われた。

### 戦後
戦後の1946年11月、松本竣介、舟越保武とともに日動画廊で三人展（「松本竣介・麻生三郎・舟越保武　油絵・彫刻展覧会」）を開く。1947年より、新人画会の同人とともに自由美術家協会に参加、戦後復興に尽力した。1948年12月、世田谷区三軒茶屋の自宅兼アトリエをに移り住み、近所や少年期を過ごした隅田川界隈の素描作品を数多く残している。
1952年より1981年まで武蔵野美術学校にて教鞭をとり、後進の育成にあたった。1959年、第5回日本国際美術展で優秀賞を受賞する。1963年4月、芸術選奨文部大臣賞を受賞。
1979年に東京都美術館で個展を、1994年には三重県立美術館、茨城県近代美術館、神奈川県立近代美術館を巡回する「麻生三郎展」が開催される。
2000年4月5日 、死去。87歳没。墓地は神奈川県川崎市多摩区南生田の春秋苑。
2007年、『麻生三郎　全油彩』（中央公論美術出版）が娘の麻生マユの編集により出版された。

## 主な作品
- 「自画像」（1937年）東京国立近代美術館　第1回美術文化協会展（1940年）出展作品
- 「裸婦」（1939年）大川美術館
- 「母子」（1948年）東京都現代美術館
- 「母子のいる風景」（1954年）三重県立美術館
- 「赤い空」（1956年）京都国立近代美術館
- 「人」（1960年）神奈川県立近代美術館
- 「胴体」（1966年）板橋区立美術館
- 「大きい手」（1973年）福岡市美術館
- 「まるいかたち」（1980年）茨城県近代美術館